# Johannes Bartel
Johannes Cornelis Kasper Willem (Johannes) Bartel (Amsterdam, 7 februari 1943) was lid van de Raad van State van 1992 tot 2010., waar hij lid is van de kamer voor Ruimtelijke Ordening (ook voor voorlopige voorzieningen/schorsingen) en plaatsvervangend lid van de kamer voor hoger beroep en "overige zaken".

## Loopbaan
Bartel is zijn opleiding begonnen aan de Rijksbelastingacademie te Rotterdam, waarna hij aan de Universiteit van Amsterdam Nederlands Recht/Belastingrecht heeft gestudeerd, en hij in 1973 in Rotterdam is gepromoveerd in de economische wetenschappen. Bartel heeft diverse publicaties op het gebied van belastingrecht op zijn naam staan.
Na zijn promotie ging hij aan de slag als wetenschappelijk medewerker aan de Erasmus Universiteit Rotterdam. In 1976 werd belastingadviseur bij Coopers & Lybrand belastingadviseurs, waar hij in 1991 vennoot werd. Daarnaast is Bartel enige tijd buitengewoon hoogleraar belastingrecht geweest aan de Erasmus Universiteit Rotterdam. Sedert 1 juni 1992 is hij staatsraad.
Naast zijn werkzaamheden voor de Raad van State is Bartel onder meer arbiter bij het Nederlands Arbitrage Instituut, raadsheer-plaatsvervanger in het hof 's-Hertogenbosch en voorzitter van de commissie bezwaarschriften CEA. In het verleden is hij lid geweest van diverse raden en besturen van bedrijven en stichtingen en commissies.
In 2003 is hij benoemd tot Officier in de Orde van Oranje-Nassau.